# 季希基夫卡 (馬爾基夫卡區)
49°27′53″N 39°29′42″E / 49.46472°N 39.49500°E
蒂希基夫卡（烏克蘭語：Тишківка）是位於烏克蘭東部的村莊，由盧甘斯克州舊比利斯克區的馬爾基夫卡市鎮負責管轄。該村始建於1610年，面積0.52平方公里，海拔高度202米，2001年人口237，人口密度每平方公里459.3人。